# Jacopino da Carrara
Jacopino of Giacomino da Carrara (Padua, begin 14e eeuw – Monselice, 1372) was co-heer (1350-1355) van de stadstaat Padua, een Noord-Italiaanse stadstaat in het Heilige Roomse Rijk. Padua stond onder commerciële voogdij van het buurland Venetië, dat geen deel uitmaakte van het Heilige Roomse Rijk.

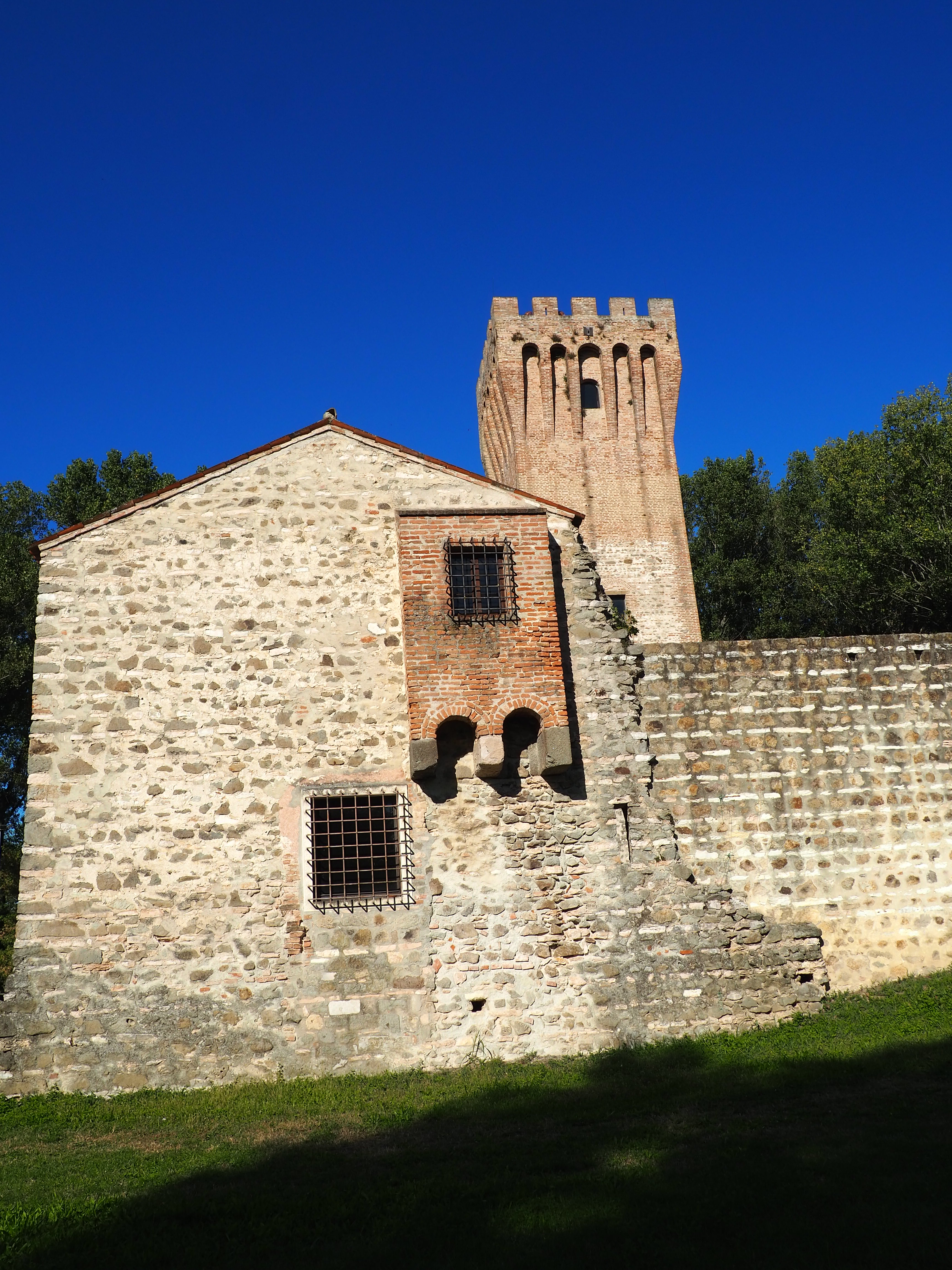
Kasteel in Cervarese Santa Croce, de eerste plek van gevangenschap

De andere co-heer van Padua was zijn neef Francesco I da Carrara, bijgenaamd Il Vecchio of de Oude. Francesco I regeerde langer, uiteindelijk bijna veertig jaren: van 1350 tot 1388.

## Levensloop

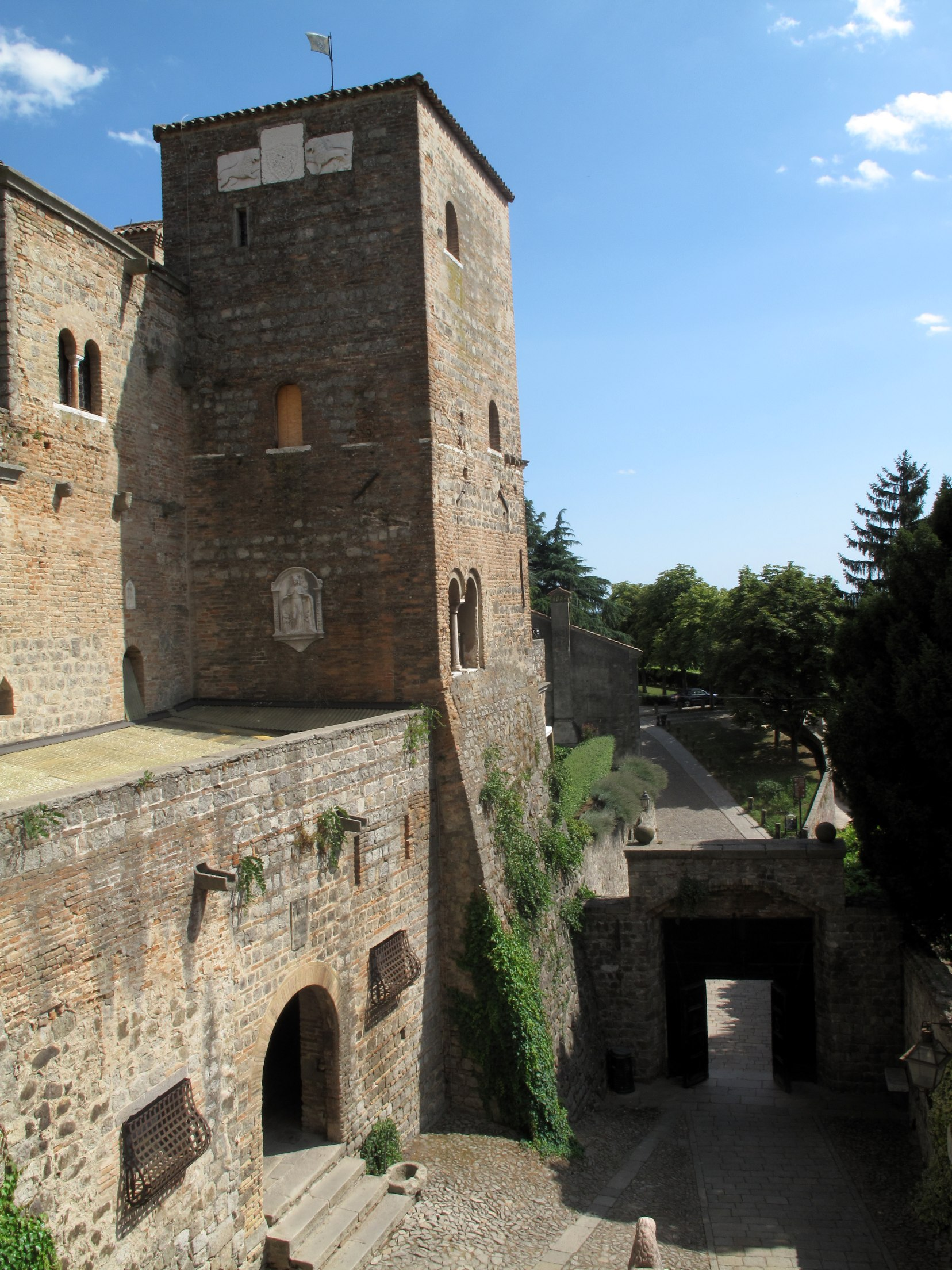
Kasteel van Monselice, zijn tweede gevangenisplaats

Het Huis Carrara regeerde over Padua. Jacopino was een zoon van Niccolò da Carrara en Elena della Torre. Vanaf 1345 was Giacomo II da Carrara, ook Jacopo genoemd, de oudere broer van Jacopino, aan de macht. Giacomo II betrok bij het bestuur zowel zijn broer Jacopino als zijn oudste zoon Francesco I.
Op 19 december 1350 werd Giacomo II vermoord. Diezelfde nacht riep de bevolking Jacopino en Francesco I beiden uit tot heer van Padua. Beide heren werkten goed samen om de handelsbetrekkingen met Venetië te verzorgen.
In 1354 sloot Padua zich aan met de Venetianen en met keizer Karel IV in een liga tegen Milaan. De opdringerige aartsbisschop van Milaan Giovanni Visconti werd teruggeslagen. Nog in 1354 beloonde keizer Karel IV Francesco I da Carrara voor zijn militaire moed: Francesco I kreeg de titels van keizerlijk vicarius en van ridder van het Heilige Roomse Rijk. Jacopino kreeg niets. Deze plechtigheid vond plaats in Bassano del Grappa. De vlotte samenwerking tussen beide heren draaide uit op jaloezie vanwege Jacopino. Hun beide echtgenotes maakten publiek ruzie over de troonopvolging.
In de zomer van 1355 was Francesco I op veldtocht. Hij keerde ijlings terug toen bleek dat zijn oom Jacopino de huurmoordenaar Zambono Dotti had aangezocht. Deze Dotti was opgedoken in Padua. Jacopino werd gevangen gezet in het Castello di San Martino della Vaneza in de huidige gemeente Cervarese Santa Croce. De huurmoordenaar werd aan de galg gehangen. Francesco I regeerde alleen verder.
Door oorlogsomstandigheden liet Francesco I zijn oom Jacopino later wegvoeren naar het kasteel van Monselice, waar Jacopino uiteindelijk stierf (1372).